# Rotterdam Blitz
Rotterdam Blitz este numele sub care a devenit cunoscut bombardamentul aerian efectuat de Luftwaffe asupra Rotterdamului pe 14 mai 1940, în timpul invaziei germane a Țărilor de Jos de la începutul celei de-a doua conflagrații mondiale. Obiectivul inițial a fost sprijinirea atacului trupelor terestre germane care luptau pentru cucerirea orașului, anihilarea rezistenței neerlandezilor și obligarea lor să capituleze. Chiar dacă negocierile care au precedat raidul au dus la o încetare a focului, bombardamentul a avut totuși loc în condiții care rămân încă controversate și a avut ca rezultat distrugerea aproape a întregului centru istoric a orașului, uciderea a aproximativ o mie de civili și distrugerea locuințelor a aproximativ 85.000 de oameni.
Succesul acestui raid, așa cum se vedea din perspectiva germană, a făcut ca Oberkommando der Luftwaffe (OKL) să amenințe cu distrugerea orașului Utrecht în cazul în care guvernul neerlandez nu ar fi capitulat. Neerlandezii au capitulat a doua zi dimineață.

## Preludiu
Teritoriul Țărilor de Jos era plasat strategic  între Regatul Unit și Germania Nazistă, fiind considerat la Berlin o bază navală și aeriană perfectă pentru  invadarea Angliei, care ar fi urmat victoriei germane în bătălia aeriană împotriva RAF. Țările de Jos a adoptat o poziție de neutralitate fermă în timpul primei conflagrații mondiale, iar la Amsterdam se dorea păstrarea aceleiași politici și în cadrul noului conflict care se prefigura. Neerlandezii au refuzat ferm să accepte ajutorul francez în armament, subliniind că nu doresc să se asocieze niciunei tabere. Producția locală de armament a crescut într-o anumită măsură după invadarea Danemarcei din aprilie 1940. Țările de Jos avea în dotare 35 de vehicule blindate pe roți, nici un vehicul blindat pe șenile și 135 de avioane militare. Forțele armate aveau efective de 280.000 de soldați. În același timp, germanii dispuneau doar pe sectorul de front din Țările de Jos de 159 de tancuri, 1.200 avioane de luptă și aproximativ 150.000 de soldați.
Planificatorii germani consideraseră că, beneficiind de un asemenea avantaj tehnic și uman, vor fi capabili să cucerească rapid punctele strategice ale inamicului (porturi, aeroporturi, poduri și drumuri de acces) pe care să le folosească mai apoi pentru ocuparea restului țării.
Probleme invadării Țărilor de Jos a fost pentru prima oară discutată pe 9 octombrie 1939, când Hitler a ordonat ca „să se facă pregătiri pentru o acțiune ofensivă pe flancul nordic al frontului de vest, care să traverseze zona Luxemburgului, Belgiei și Țărilor de Jos. Acest atac trebuie dus la bun sfârșit cât mai devreme posibi și  cât mai convingor” . Pregătirile au început cu capturarea unor uniforme ale armatei neerlandeze, pe care ofițerii germani aveau să le folosească în cadrul operațiunilor de spionaj.
Wehrmachtul a declanșat atacul împotriva armatei neerlandeze în primele ore ale zilei de 10 mai 1940. Atacul a fost deschis de traversarea spațiului aerian neerlandez de către avioanele Luftwaffe într-o mișcare care ar fi dat de înțeles că se îndreptau spre insulele britanice. În loc să atace Anglia, avioanele germane și-au schimbat direcția de zbor deasupra Mării Nordului și au declanșat atacul împotriva Țărilor de Jos dinspre vest, lansând parașutiști la aeroporturile Valkenburg și Ockenburg, lângă sediul guvernului neerlandez și lângă Palatul Regal din Haga. Germanii consideraseră că o asemenea tactică le-ar fi permis obținerea unei victorii rapide. Neerlandezii au reușit în schimb să încetinească înaintarea germană în așa-numită „Fortăreață Olandeză”, (regiunea centrală a țării, fortificată și bine apărată din punct de vedere natural).

## Luptele pentru Rotterdam
Armata germană ajunsese în dimineața zilei de 13 mai 1940 într-un impas. Timp de trei zile, garnizoana neerlandeză condusă de colonelul Scharroo reușise să își mențină pozițiile din nordul cursului râului Nieuwe Maas și să împiedice forțele terestre germane să traverseze cursul apei și să intre în oraș. La atacul german au participat și trupele aeropurtate debarcate din planoare sau parașutate ale generalului Kurt Student, precum și trupe proaspăt sosite ale generalui Rudolf Schmidt, formate în jurul a două unități de elită - 9. Panzer-Division și Leibstandarte SS Adolf Hitler.
Pe de altă parte, contraatacul infanteriei marine neerlandeze nu a reușit să cucerească podul rutier Willemsbrug,  controlat de germani, pod de importanță capitală pentru traversarea râului. Încercările bombardierelor neerlandeze de distrugere a podului au eșuat la rândul lor.
Hitler a emis în dimineața zilei de 14 mai Instrucțiunea nr. 11, în care admitea că rezistența neerlandeză fusese mai puternică decât previziunile. Prin urmare, el cerea înfrângerea acestei rezistențe cât mai curând posibil și trasa liniile principale ale atacului forțelor terestre și cerea forțelor aeriene să spijine atacul terestru împotriva Fortăreței Olandei.
Generalul Schmidt a conceput planul unui atac combinat pentru dimineața zilei de 14 mai, la care urma să participe tancurile 9. Panzer-Division sprijinite de infanteriști dotați cu aruncătoare de flăcări, trupe SS și geniști. Trupele aeropurtate trebuiau să traverseze râul în amonte cu ajutorul bărcilor pneumatice și să atace prin flanc prin cartierul Kralingen. Atacul trebuia să fie pregătit de un bombardament de artilerie. Generalul  Schmidt ceruse și executarea unui bombardament de precizei al bombardierelor în picaj Junkers Ju 87.
Cererea lui Schmidt pentru sprijin aerian a ajuns la Berlin la statul major al Luftflotte 2. În locul unui bombardament dde precizie, atacul lui Schmidt urma să fie sprijinit de bombardament „covor” executat de avioanele Heinkel He 111, o escadrilă de Stuka urmând să aibă în vizor anumite obiective strategice.

## Bombardamentul

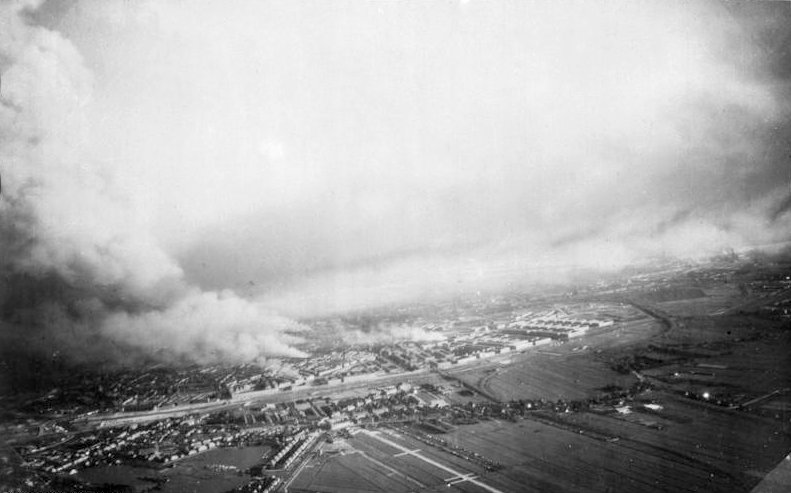
Centrul orașului Rotterdam incendiat după bombardament

Schmidt a încercat să îl amenințe pe colonelul Scharroo cu distrugerea orașului pentru a-l determina să capituleze. Rotterdam, cel mai mare obiectiv industrial al Țărilor de Jos, de importanță strategică pentru germani, urma să fie distrus. Scharroo a încercat să tragă de timp tergiversând negocierile. Raidul aerian fusese programat pentru ora 13:20.
Cum negocierile se prelungeau, Schmidt a amânat ora limită a  ultimatumului până la 16:20. Însă, chiar în momentele în care negociatorii neerlandezi traversau podul Willemsbrug ca să comunice această amânare superiorilor, în spațiul aerian al orașului au apărut bombardierele. Nouăzeci de bombadiere din Kampfgeschwader 54 (KG 54 - Escadrila de Bombardiere 54) se pregăteau să atace.
Student a cerut prin radio amânarea atacului. Atunci când mesajul a ajuns la cartierul general al KG 54, comandantul grupului, colonelul  Walter Lackner, era pe punctul să lanseze atacul și ordonase retragerea antenelor cu rază lungă de comunicație. Cum fumul acoperea țintele, Lackner și-a condus formația până la altitudinea de 700 m. Forțele germane care luptau în Noordereiland au lansat rachete roșii de semnalizare pentru ca să-și semnalizeze pozițiile și să evite astfel să fie bombardați din greșeală și, după ce primele trei bombardiere și-au lansat bombele, restul de 24 din formația care veneau dinspre sud și-a anulat atacul. Formația cea mai numeroasă, care se apropia de oraș dinspre nord-est, nu a avut cum să vadă rachetele de semnalizare lansate în sud și au continuat misiunea. Cincizeci și patru de bombardiere He 111 au lansat 97 t de mombe asupra zonei centrale a orașului.

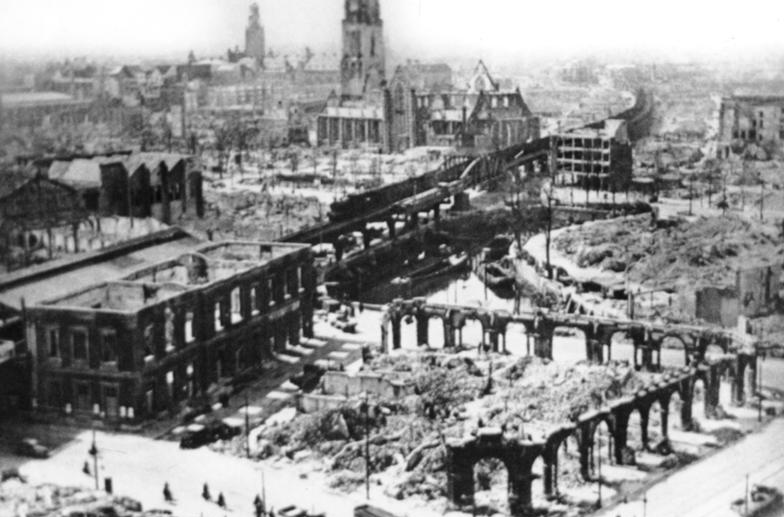
Gara Rotterdam Blaak și biserica Sint-Laurenskerk distruse de bombardament

Motivul pentru care bombardierele nu au primit ordinul de anulare a atacului rămâne încă un subiect controversat. Colonelul Lackner, comandantul formației, a pretins că echipajele sale nu au putut să vadă rachetele de semnalizare din cauza vizibilității reduse (ceața și fumul incendiilor care îl forțaseră să reducă altitudinea la 700 m) . În același timp, rachetele roșii erau folosite de soldații germani pentru a-și semnaliza pozițiile pentru evitarea bombardării propriilor poziții.
Au fost lansate 1.150 de bombe de 50 kg și 158 de bombe de 250 kg în special în zona rezidențială a Kralingen și în orașul vechi. Cele mai multe dintre bombe au lovit și incendiat clădiri vechi. Incendiile nu au putut fi stinse, rezultând în adevărate furtuni de foc. Unii cercetători au presupus că bombardamentele au aprins rezervoarele cu ulei vegetal din port, incendiul propagându-se către centrul orașului, producând distrugeri masive. Deși nu sunt cunoscute cifre exacte, se apreciază că consideră că în jur de 1.000 de oameni au fost uciși, iar alți 85.000 au rămas fără adăpost. O zonă de aproximativ 2,6 km2 din centrul orașuliu a fost distrusă în întregime. 24.978 case, 24 biserici, 2.320 magazii, 775 magazine și 62 de școli au fost distruse. Generalul Schmidt a trimis un mesaj de conciliere comandantului neerlandez, generalul Winkelman, care avea să capituleze la scurtă vreme după aceasta, la cartierul său general din Rijsoord, un sat din sud-estul Rotterdamului. Clădirea școlii unde neerlandezii au semnat capitularea a fost transformată mai târziu într-un mic muzeu.

## Urmări

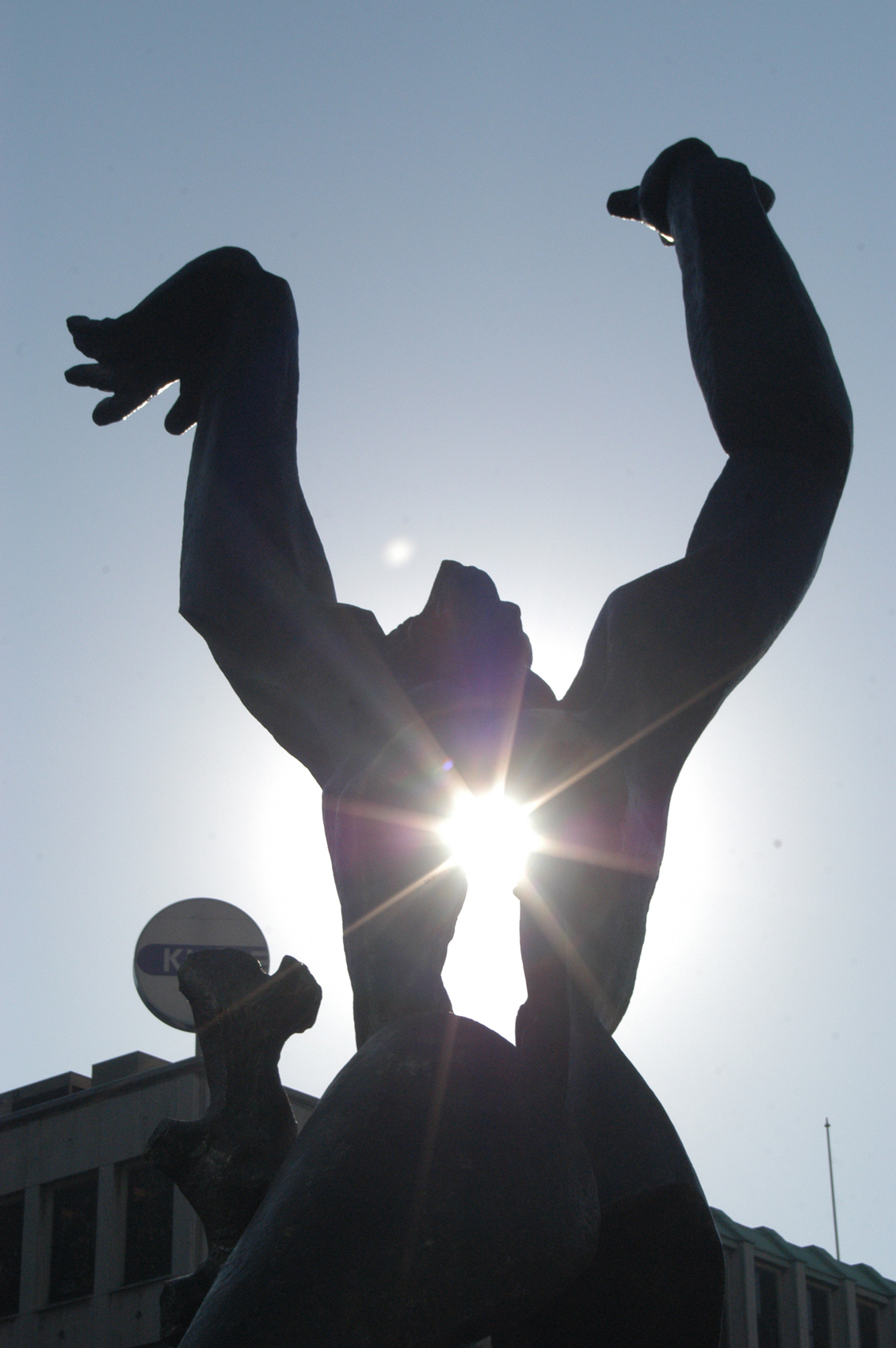
„De Verwoeste Stad”, (Orașul Distrus), monument din al sculptorului Ossip Zadkine

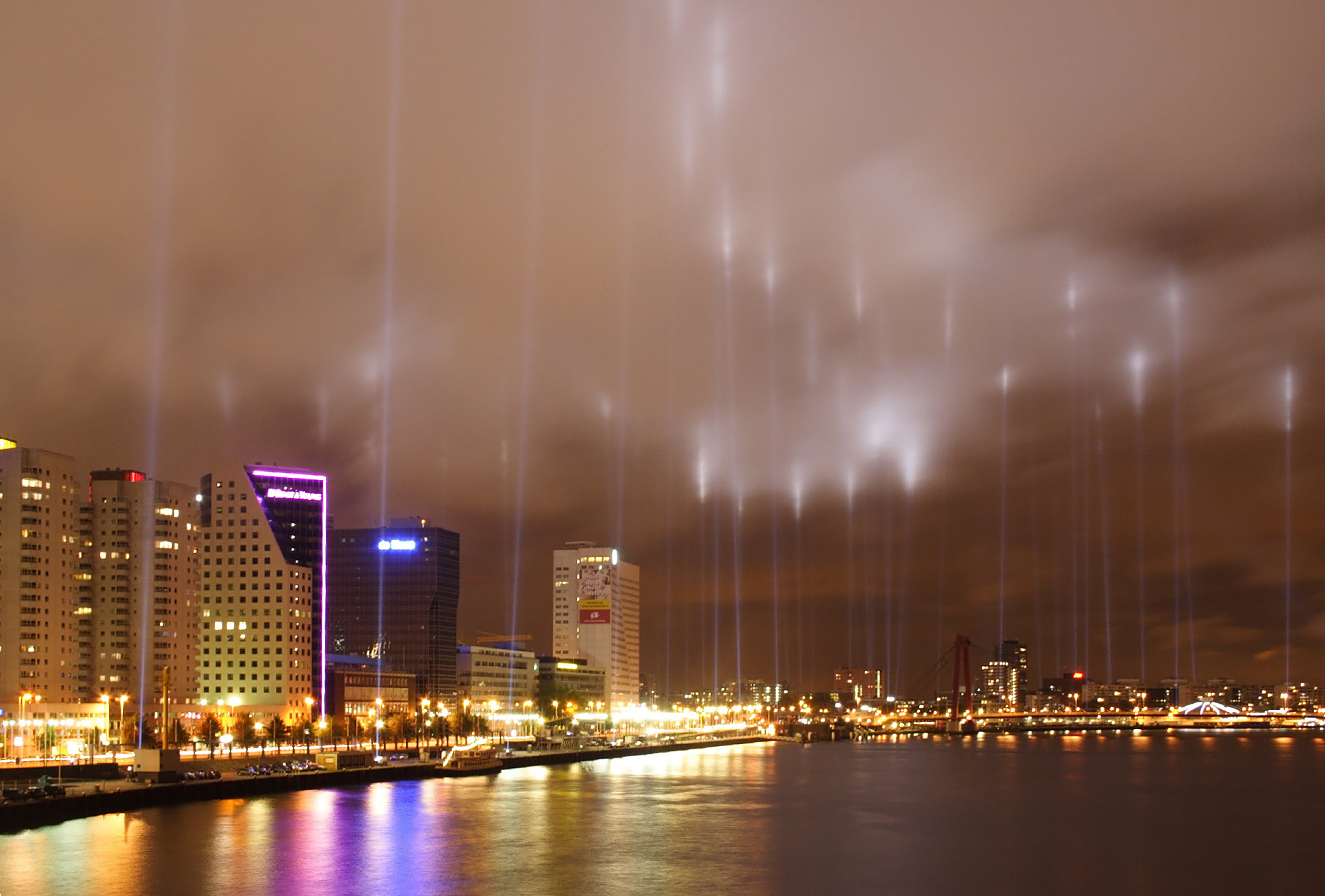
Spectacol de lumini la niversarea bombardamentului din Rotterdam, 14 mai 2007

Forțele armate neerlandeze nu dispuneau de mijloacele necesare respingerii bombardierelor – aviația militară neerlandeză își încetase practic existența chiar la începutul conflictului, iar artileria antiaeriană fusese mutată să apere Haga. Atunci când germanii au emis un ultimatum amenințând cu distrugerea prin bombardament a Utrechtului, guvernul neerlandez a decis să capituleze pentru ca să nu riște distrugerea unui alt oraș. Agențiile occidentale de știri au exagerat evenimentul din motive propagandistice, înfățișând Rotterdam ca pe un oraș distrus fără milă prin bombardamente de teroare, care nu au ținut seama de protejarea vieții civililor, din rândul cărora 30.000 ar fi pierit sub ruine. Numărul victimelor „prinse sub ruine” a fost relativ mic, datorită faptului că mii de civili se refugiaseră deja în cartierele mai sigure ale Rotterdamului sau în alte orașe în timpul primelor patru zile de bombardament . Săptămânalul german Die Mühle a afirmat chiar că guvernul neerlandez poartă vina pentru transformarea  Rotterdamului într-o fortăreață, în ciuda tuturor apelurilor la evacuare. Mai mult chiar, ziariștii au afirmat că orașul vechi a fost incendiat de bombe și dispozitive incendiare neerlandeze.
Regatul Unit avea o politică de bombardare doar a țintelor militare și a infrastructurii (porturi sau linii de cale ferată) importantă pentru armată. Dat fiind faptul că bombardarea țintelor din Germania ar fi putut cauza pierderi de vieți omenești, guvernul britanic renunțase în mod voluntar la bombardarea proprietăților particulare din afara zonelor de luptă. Această politică a fost abandonată după 15 mai 1940, la o zi după bombardarea Rotterdamului, când RAF a efectuat un bombardament asupra regiunii Ruhr, vizând fabrici de ulei și ținte industriale civile care participaul la efortul de război german (precum furnalele, ținte ușoare pe timp de noapte). Primul raid în adâncimea teritoriului german a avut loc în noaptea de 15/16 mai 1940.
„Când a avut loc invazia Țărilor de Jos, am fost rechemat din permisie și am plecat în prima mea operațiune pe 15 mai 1940 împotriva teritoriului Germaniei. Ținta noastră a fost Dortmund și pe drumul de întoarcere am fost dirijați prin Rotterdam. Forțele aeriene germane bombardaseră Rotterdamul cu o zi mai înainte și încă ardea. Atunci mi-am dat seama foarte clar că războiul ciudat se terminase și că acesta era unul adevărat. Până atunci, pompierii stinseseră un număr de incendii, dar focurile mai mocneau în întreg orașul. Aceasta a fost prima dată când am văzut distrugerile prin incendiere la o asemenea scară. Am zburat chiar pe deasupra perifieriilor sudice ale Rotterdamului la aproximativ 6.000 – 7.000 de picioare și puteai efectivi să simți mirosul fumului incendiilor care ardeau pe pământ. Am fost șocat să văd un oraș astfel incendiat. Distrugerile aveau proporții pe care nu le mai întâlnisem”—Air Commodore, Wilf Burnett. 